# فنغ تاو
فنغ تاو هي مدينة وعاصمة محافظة با ريا فنغ تاو في فيتنام، وتبلغ مساحتها 140 كـم2 (54 ميل2).

## المناخ
يظهر الجدول التالي التغييرات المناخية على مدار السنة لفنغ تاو:
| البيانات المناخية لـفنغ تاو                                   | البيانات المناخية لـفنغ تاو | البيانات المناخية لـفنغ تاو | البيانات المناخية لـفنغ تاو | البيانات المناخية لـفنغ تاو | البيانات المناخية لـفنغ تاو | البيانات المناخية لـفنغ تاو | البيانات المناخية لـفنغ تاو | البيانات المناخية لـفنغ تاو | البيانات المناخية لـفنغ تاو | البيانات المناخية لـفنغ تاو | البيانات المناخية لـفنغ تاو | البيانات المناخية لـفنغ تاو | البيانات المناخية لـفنغ تاو |
| الشهر                                                         | يناير                       | فبراير                      | مارس                        | أبريل                       | مايو                        | يونيو                       | يوليو                       | أغسطس                       | سبتمبر                      | أكتوبر                      | نوفمبر                      | ديسمبر                      | المعدل السنوي               |
| ------------------------------------------------------------- | --------------------------- | --------------------------- | --------------------------- | --------------------------- | --------------------------- | --------------------------- | --------------------------- | --------------------------- | --------------------------- | --------------------------- | --------------------------- | --------------------------- | --------------------------- |
| الدرجة القصوى °م (°ف)                                         | 32.5 (90.5)                 | 32.9 (91.2)                 | 34.2 (93.6)                 | 36.2 (97.2)                 | 36.0 (96.8)                 | 34.7 (94.5)                 | 33.8 (92.8)                 | 33.8 (92.8)                 | 33.8 (92.8)                 | 33.3 (91.9)                 | 33.7 (92.7)                 | 32.8 (91.0)                 | 36.2 (97.2)                 |
| متوسط درجة الحرارة الكبرى °م (°ف)                             | 29.1 (84.4)                 | 29.4 (84.9)                 | 30.5 (86.9)                 | 31.8 (89.2)                 | 32.1 (89.8)                 | 31.5 (88.7)                 | 30.8 (87.4)                 | 30.8 (87.4)                 | 30.6 (87.1)                 | 30.3 (86.5)                 | 30.1 (86.2)                 | 29.5 (85.1)                 | 30.5 (86.9)                 |
| المتوسط اليومي °م (°ف)                                        | 25.0 (77.0)                 | 25.4 (77.7)                 | 26.7 (80.1)                 | 28.2 (82.8)                 | 28.5 (83.3)                 | 27.7 (81.9)                 | 27.1 (80.8)                 | 27.0 (80.6)                 | 26.9 (80.4)                 | 26.7 (80.1)                 | 26.4 (79.5)                 | 25.4 (77.7)                 | 26.7 (80.1)                 |
| متوسط درجة الحرارة الصغرى °م (°ف)                             | 22.8 (73.0)                 | 23.7 (74.7)                 | 25.3 (77.5)                 | 26.6 (79.9)                 | 26.4 (79.5)                 | 25.6 (78.1)                 | 25.1 (77.2)                 | 25.2 (77.4)                 | 25.0 (77.0)                 | 24.8 (76.6)                 | 24.3 (75.7)                 | 23.1 (73.6)                 | 24.8 (76.6)                 |
| أدنى درجة حرارة °م (°ف)                                       | 16.8 (62.2)                 | 18.4 (65.1)                 | 16.8 (62.2)                 | 21.0 (69.8)                 | 18.7 (65.7)                 | 17.9 (64.2)                 | 20.0 (68.0)                 | 18.2 (64.8)                 | 18.6 (65.5)                 | 19.0 (66.2)                 | 17.1 (62.8)                 | 15.0 (59.0)                 | 15.0 (59.0)                 |
| الهطول مم (إنش)                                               | 2 (0.1)                     | 0 (0)                       | 5 (0.2)                     | 28 (1.1)                    | 191 (7.5)                   | 216 (8.5)                   | 234 (9.2)                   | 212 (8.3)                   | 233 (9.2)                   | 236 (9.3)                   | 66 (2.6)                    | 14 (0.6)                    | 1٬437 (56.6)                |
| متوسط أيام هطول الأمطار                                       | 0.9                         | 0.2                         | 0.8                         | 3.7                         | 13.9                        | 18.6                        | 20.0                        | 18.5                        | 18.8                        | 17.0                        | 7.3                         | 3.1                         | 122.8                       |
| متوسط الرطوبة النسبية (%)                                     | 78.3                        | 78.5                        | 78.6                        | 78.1                        | 80.5                        | 83.6                        | 84.8                        | 85.4                        | 86.1                        | 85.7                        | 82.1                        | 79.9                        | 81.8                        |
| ساعات سطوع الشمس الشهرية                                      | 264                         | 258                         | 294                         | 274                         | 232                         | 197                         | 211                         | 191                         | 185                         | 190                         | 209                         | 224                         | 2٬728                       |
| المصدر: Vietnam Institute for Building Science and Technology |                             |                             |                             |                             |                             |                             |                             |                             |                             |                             |                             |                             |                             |

## توأمة
لفنغ تاو اتفاقيات توأمة مع كل من:
- باكو
- بادنغ

## وصلات خارجية
- Ba Ria - Vũng Tàu Province official page
- Bà Rịa–Vũng Tàu